# Ti Ti Ti
Ti Ti Ti fue una telenovela brasileña producida por Rede Globo y transmitida entre el 5 de agosto de 1985 y el 7 de marzo de 1986, con un total de 185 episodios.Escrita por Cassiano Gabus Mendes , con la colaboración de Luís Carlos Fusco , fue dirigida por Wolf Maya y Fred Confalonieri.
Fue protagonizada por Luis Gustavo y Reginaldo Faria. Los actores Sandra Bréa , Tânia Alves , Marieta Severo , Aracy Balabanian , Cássio Gabus Mendes y Malu Mader forman parte del elenco principal.

## Sinopsis
La rivalidad entre Ariclenes Almeida (Luiz Gustavo) y André Espina (Reginaldo Faria), que se extiende desde la infancia de ambos, se vuelve aún más profunda cuando Ari decide entrar en el terreno profesional de André, un famoso diseñador de la ciudad de São Paulo, conocido como Jacques Leclair.  
Ari se infiltra en el mercado de la moda de pieles como el español Víctor Valentín, que viene a Brasil para revolucionar el mundo de la alta costura. Él es el exmarido de Susan (Marieta Severo). Los modelos Ari / Victor son idealizados por Cecilia (Nathalia Timberg), conocida como Tia, una trastornada mental que viste pequeñas muñecas con clase y elegancia. Pero Ari no sabe que Cecilia es la desaparecida madre de André.
Para agravar esta rivalidad, los hijos de los dos protagonistas, Luis Otávio (Luti), hijo de Ari, y Walkiria, hija de André, se enamoran y tienen que luchar por este amor.

## Reparto
| Actor / Actriz            | Personaje                             |
| ------------------------- | ------------------------------------- |
| Reginaldo Faria           | André Spina / Jacques Leclair         |
| Luis Gustavo              | Ariclenes Almeida / Victor Valentín   |
| Sandra Bréa               | Jacqueline Mendonça                   |
| Nathalia Timberg          | Cecília Spina                         |
| Marieta Severo            | Suzana Almeida                        |
| Aracy Balabanian          | Marta Morgado                         |
| José de Abreu             | Francisco "Chico"                     |
| Cássio Gabus Mendes       | Luís Otávio de Almeida Martins (Luti) |
| Malu Mader                | Walkíria "Wal" Spina                  |
| Lúcia Alves               | Nicole                                |
| Tânia Alves               | Clotilde Assunção                     |
| Paulo Castelli            | Pedro Spina                           |
| Myrian Rios               | Gabriela "Gabi" Morgado               |
| Adriano Reys              | Adriano Mendes de Morais              |
| Yara Cortes               | Júlia Spina                           |
| Older Cazarré             | Natalino                              |
| Thaís de Campos           | Ana Maria                             |
| Maria Cristina Nunes      | Graça                                 |
| Cleyde Blota              | Lídia                                 |
| Rodolfo Bottino           | Lupercínio (Bob)                      |
| Beth Goffman              | Eduarda Macedo                        |
| Tato Gabus Mendes         | Alex                                  |
| Guilherme Fontes          | Caco                                  |
| Regina Restelli           | Silvia                                |
| Cláudia Jiménez           | Lazinha                               |
| Mila Moreira              | Edwiges                               |
| Andréa Sandi              | Patrícia                              |
| Nara de Abreu             | Ofélia                                |
| Karen Acioly              | Rosário                               |
| Keni Castro               | Maria Eugênia                         |
| Rejane Goulart            | Mônica                                |
| Júlia Lemmertz            | Cecília (joven)                       |
| Sandra Barsotti           | Júlia (joven)                         |
| Juliana Carneiro da Cunha | Mercedes                              |
| Susana Vieira             | Sra. Marcutti                         |
| Vera Giménez              | Madame Cantanutti                     |
| Tânia Scher               | Madame Machado                        |
| Eliana Ovalle             | Clara                                 |

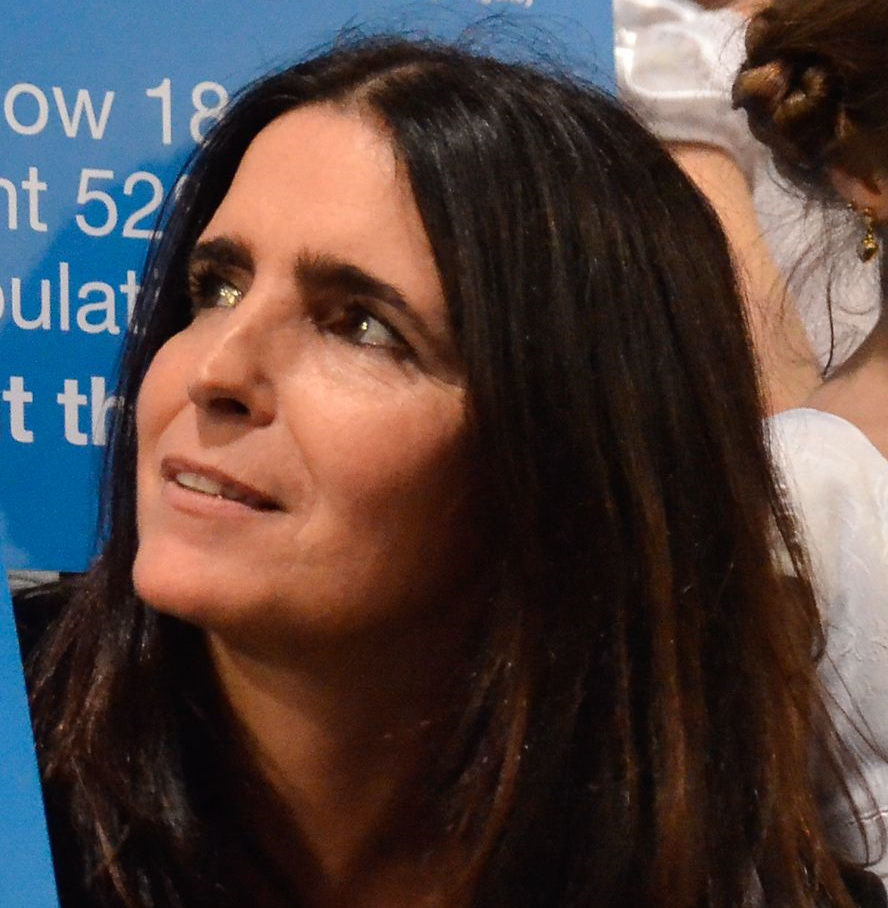
Malu Mader interpreta a la joven Wal
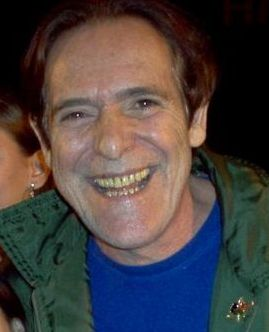
José de Abreu interpreta a Chico.
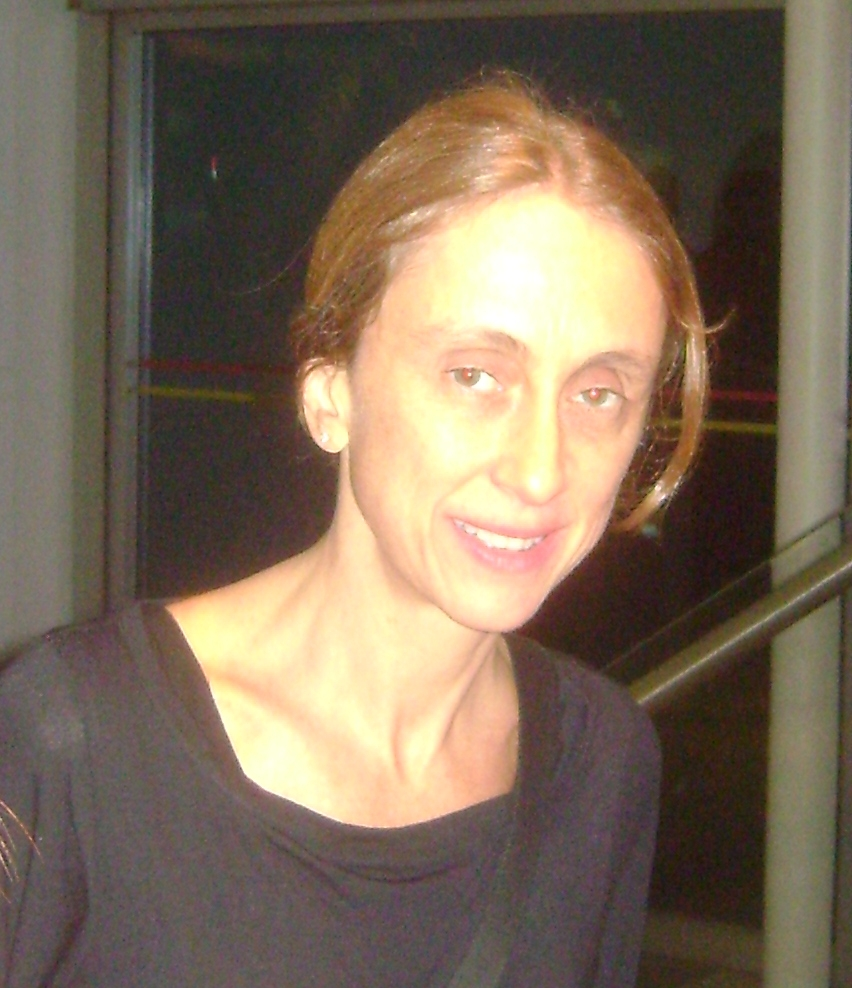
Betty Gofman interpreta a la romántica Eduarda
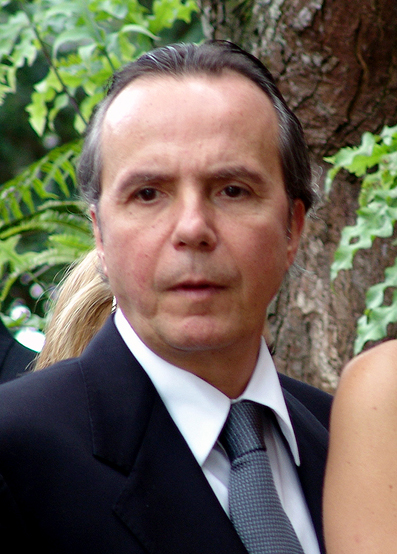
Tato Gabus Mendes interpreta al disimulado Alex.
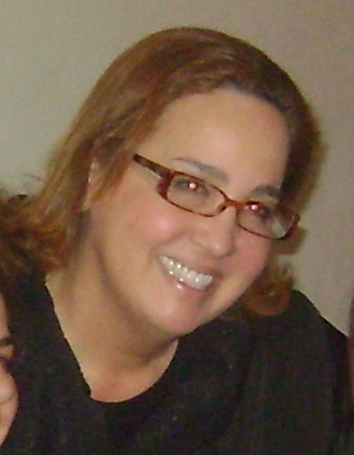
Cláudia Jimenez interpreta a la divertida Lazinha.
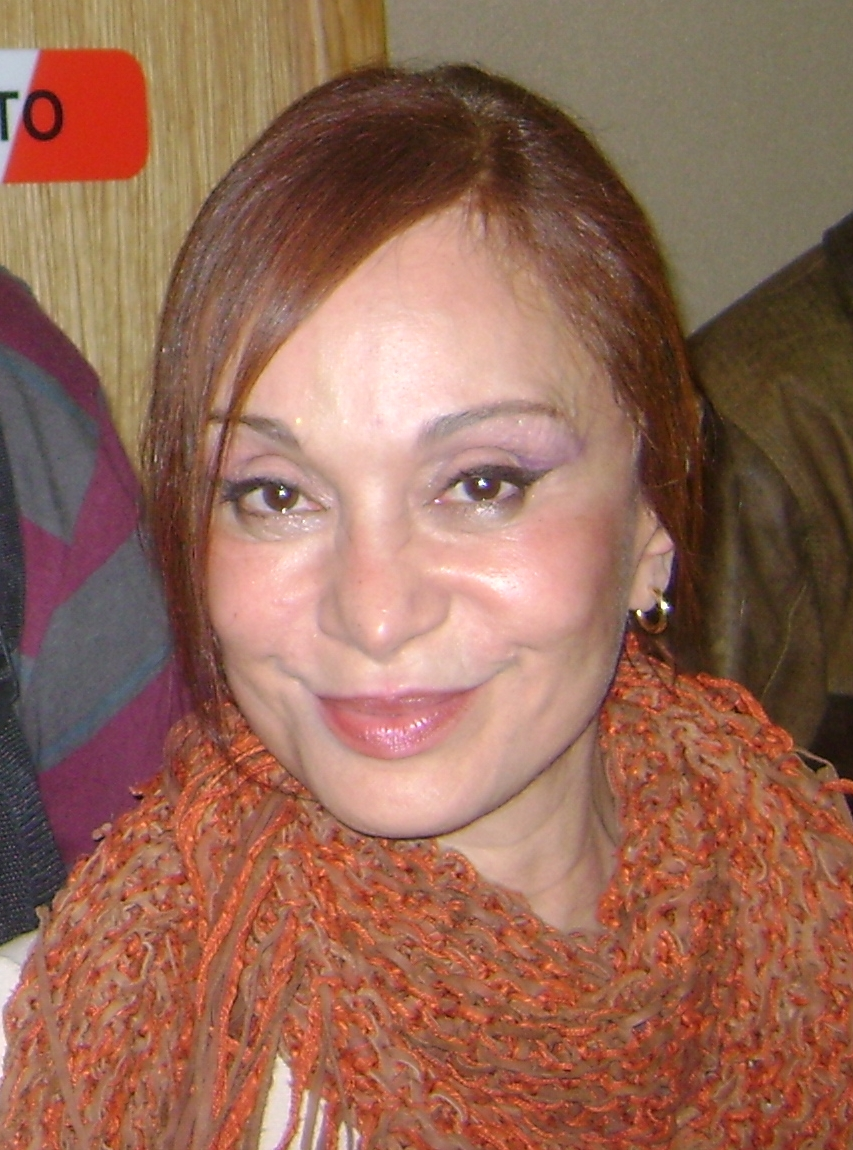
Tânia Alves interpreta a la secretaria Clotilde
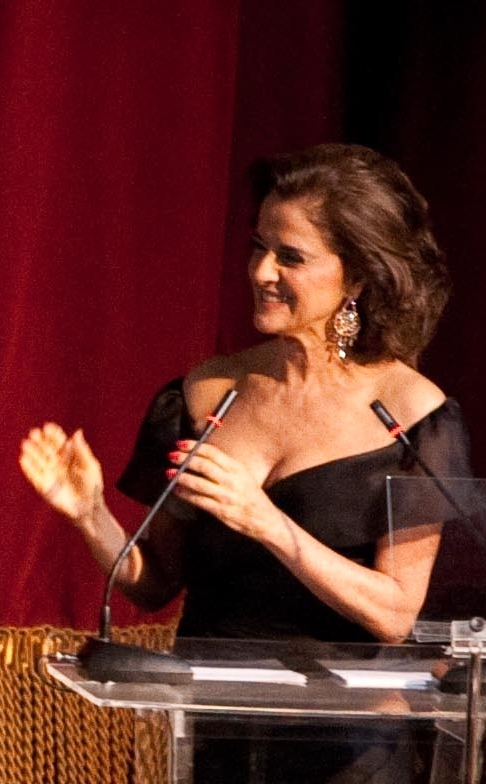
Marieta Severo interpreta a Suzana.
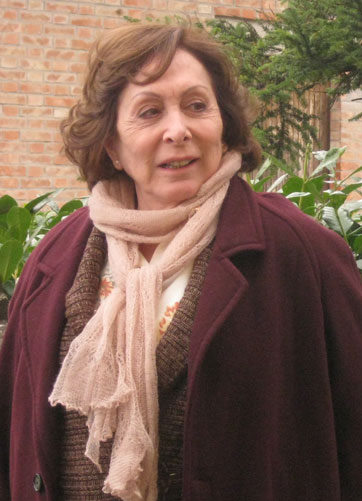
Aracy Balabanian interpreta a la amargada Marta.
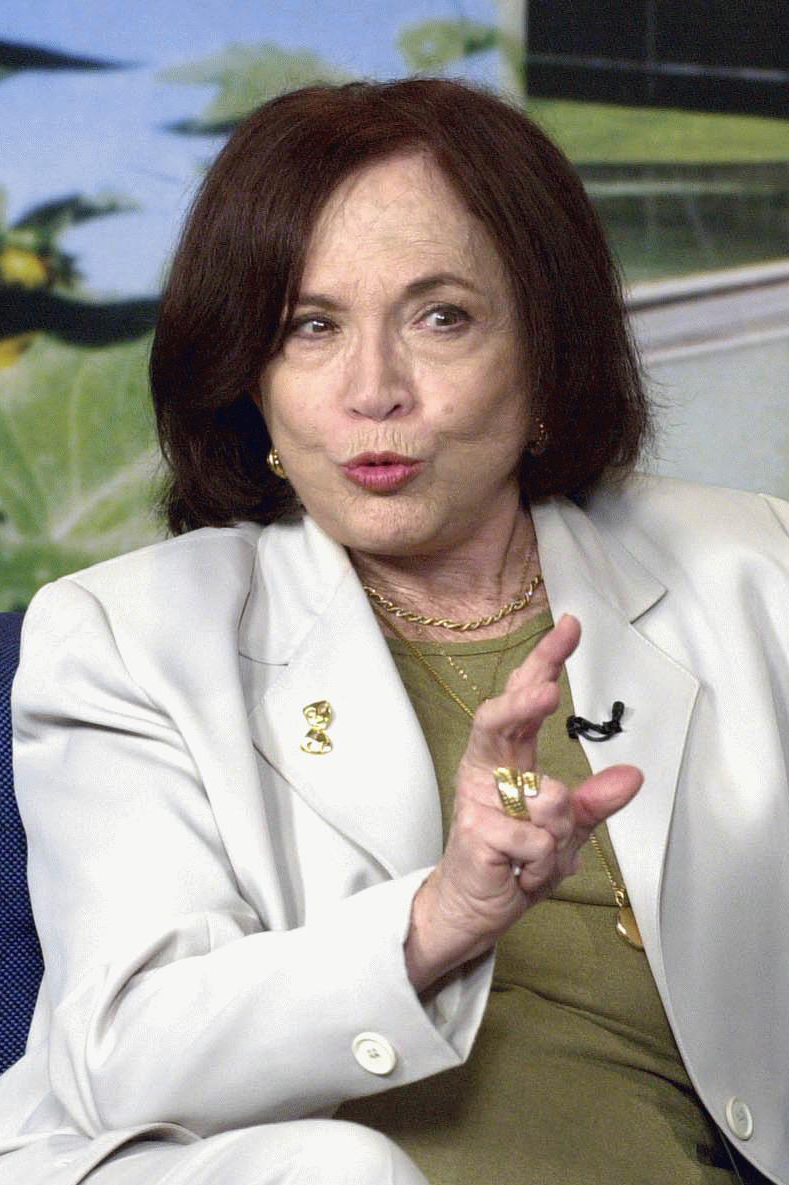
Natália Timberg interpreta a la enloquecida Cecília

## Adaptaciones
- Chile: El amor está de moda (1995), adaptación emitida por Canal 13. Fue protagonizado por Roberto Poblete, Fernando Kliche, Katty Kowaleczko, Esperanza Silva, Aline Küppenheim y Luciano Cruz-Coke.
- Brasil: Ti Ti Ti (2010), remake brasileño que emitió Rede Globo.
- Estados Unidos La cadena Telemundo hará una nueva versión de la telenovela Brasileña.